# Lusotropicalismo
El lusotropicalismo es una pseudoteoría desarrollada por el sociólogo brasileño Gilberto Freyre para describir el carácter distintivo del imperio portugués, proponiendo que los portugueses eran mejores colonizadores que otras naciones europeas.
Freyre teorizó que debido al clima más cálido de Portugal y al haber estado habitado por celtas, romanos, visigodos, moros y varios otros pueblos en tiempos premodernos, los portugueses eran más humanos, amistosos y adaptables a otros climas y culturas. Vio «las culturas de base portuguesa como culturas de expansión ecuménica» y sugirió que «la cultura lusotropical era una forma de resistencia contra la influencia comunista soviética 'bárbara' y el proceso también 'bárbaro' de americanización y expansión capitalista».
Además, a principios del siglo XX, Portugal era, con mucho, la potencia colonial europea con una presencia más antigua en el Ultramar; en algunos casos, sus territorios habían sido colonizados y gobernados continuamente por los portugueses durante cinco siglos. El lusotropicalismo celebró tanto los elementos reales como los mitológicos de la democracia racial y la misión civilizadora del Imperio portugués, abarcando una actitud a favor del mestizaje hacia las colonias o territorios de ultramar. La base para esta ideología se encuentra en el trabajo de Freyre.

## Historia

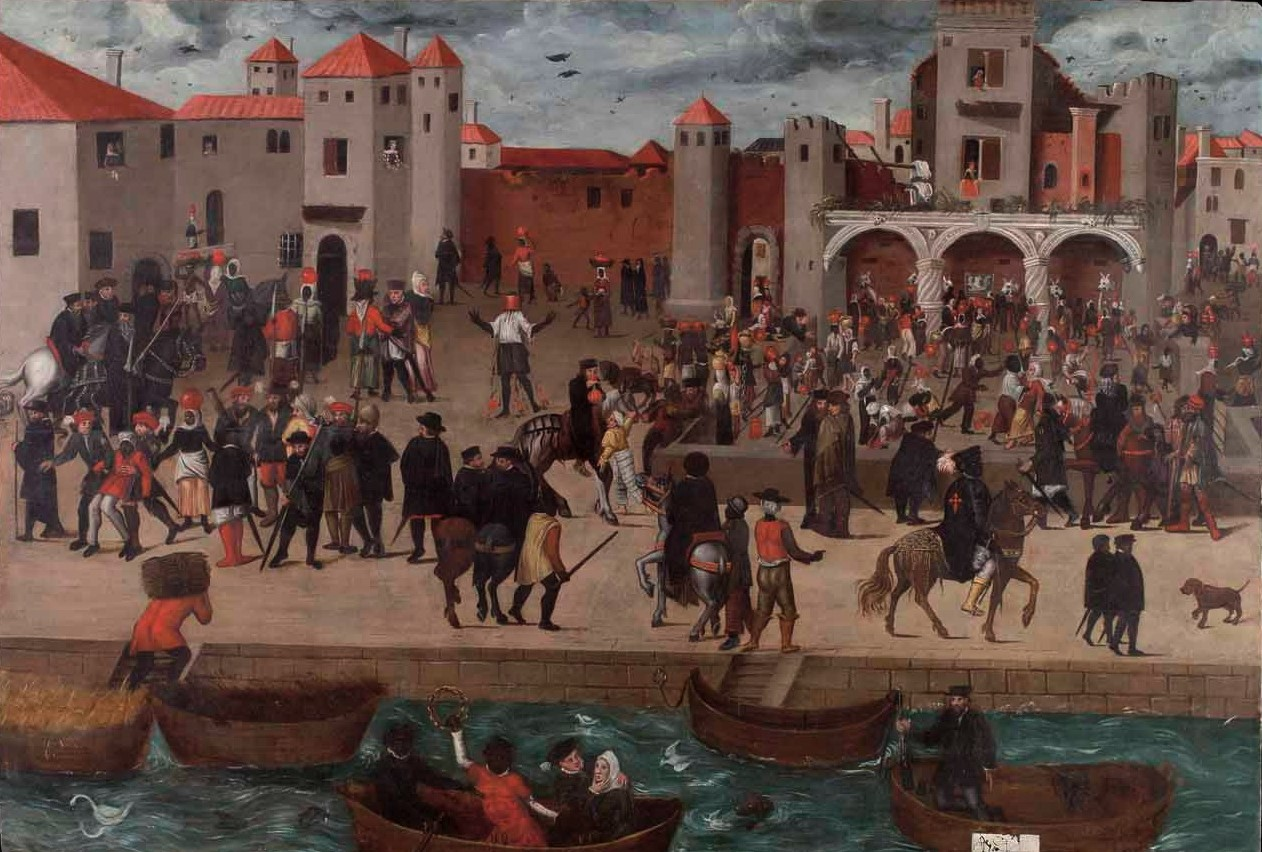
Lisboa en la década de 1570 tenía muchos africanos negros entre su población. Algunos eran esclavos o traficantes de esclavos, otros eran libertos. Había estatuas de santos negros en las iglesias de la ciudad, danza europea y africana y cocina fusión de origen portugués y africano.

El comienzo del Imperio portugués generalmente se remonta a la conquista de Ceuta en 1415 en el norte de África. En las décadas siguientes del siglo XV, los marineros portugueses viajaron por todo el mundo: Bartolomeu Dias dobló el Cabo de Buena Esperanza en 1488; Vasco da Gama llegó a la India en 1498; y Pedro Álvares Cabral recalaron en Brasil en 1500. Al principio, los portugueses estaban interesados principalmente en oportunidades comerciales lucrativas (incluida la trata de esclavos) y, a fines del siglo XVI, los portugueses habían establecido puestos comerciales en África, India, Brasil, Medio Oriente y el sur de Asia. Durante este tiempo hubo una cantidad limitada de matrimonios mixtos y asentamientos entre pueblos africanos y asiáticos. Era mucho más común que los portugueses trajeran a personas asiáticas y especialmente africanas a Europa y Brasil, la mayoría de las veces, aunque no siempre, como personas esclavizadas. Ya en la década de 1570, Lisboa tenía una población africana negra considerable y conocida de personas esclavizadas y libres.
Durante la Nueva Lucha Imperialista, iniciada por el Reparto de África de la década de 1890 en adelante, Portugal expandió sus territorios costeros africanos en las modernas Angola, Mozambique y Guinea-Bissau tierra adentro. Al igual que otros imperios coloniales europeos, Portugal logró esta expansión principalmente a través de la violencia física y económica contra los pueblos nativos. Después de la Revolución del 5 de octubre de 1910, y como política oficial de la dictadura del Estado Novo de 1933-1974, los negros en el África portuguesa eran elegibles de iure para la ciudadanía portuguesa plena y sus derechos concomitantes. En la práctica, los negros casi nunca alcanzaron tal estatus, y durante el Estado Novo incluso los portugueses blancos nacidos en África se les negaron los mismos derechos legales y protecciones que los blancos nacidos en el Portugal metropolitano.

## Aplicación durante elEstado Novo
Antes de la publicación de Freyre de Casa-Grande & Senzala, pocos políticos y administradores coloniales portugueses, si es que había alguno, concebían el Imperio portugués como una nación multicultural, multirracial y pluricontinental. Era más probable que pensaran en el colonialismo portugués como una extensión histórica lógica o continuación de la Reconquista. Por ejemplo, Armindo Monteiro, ministro portugués de Colonias entre 1931 y 1935, se consideraba un «darwinista social» y era un defensor de la tradicional «misión civilizadora» colonial y del blanco como salvador de otras razas humanas. Monteiro creía que Portugal tenía una «obligación histórica» de civilizar a las «razas inferiores» que vivían en sus territorios africanos y asiáticos convirtiéndolos al cristianismo y enseñándoles una ética del trabajo.
El dictador portugués António de Oliveira Salazar se resistió fuertemente a las ideas de Freyre durante las décadas de 1930 y 1940, en parte porque Freyre afirmó que los portugueses eran más propensos al mestizaje que otras naciones europeas. Adoptó el lusotropicalismo solo después de patrocinar a Freyre en una visita a Portugal y algunos de sus territorios de ultramar en 1951 y 1952. Fruto de este viaje fue la obra de Freyre Aventura e Rotina.
Salazar adoptó el lusotropicalismo al afirmar que, dado que Portugal había sido una nación multicultural, multirracial y pluricontinental desde el siglo XV, perder sus territorios de ultramar en África y Asia desmembraría el país y pondría fin a la independencia portuguesa. Según Salazar, en términos geopolíticos, la pérdida de estos territorios disminuiría la autosuficiencia del Estado portugués.

## Freyre y las críticas al lusotropicalismo
La vida de Freyre, después de publicar Casa-Grande & Senzala, se convirtió en una eterna fuente de explicación. Repitió varias veces que él no creó el mito de una democracia racial y que el hecho de que sus libros reconocieran el intenso mestizaje entre «razas» en Brasil no significaba falta de prejuicio o discriminación. Señaló que muchas personas han afirmado que Estados Unidos ha sido una «democracia ejemplar», mientras que la esclavitud y la segregación racial fueron el pan de cada día durante la mayor parte de la historia de Estados Unidos:

«Es extrema la interpretación de quienes quieren ubicarme entre los sociólogos o antropólogos que dijeron que el prejuicio de raza entre los portugueses o los brasileños nunca existió. Lo que siempre he sugerido es que tal prejuicio es mínimo... en comparación con lo que todavía existe en otros lugares, donde las leyes todavía regulan las relaciones entre los europeos y otros grupos».

«No es que los prejuicios raciales o los prejuicios sociales relacionados con la tez estén ausentes en Brasil. Sí existen. Pero nadie aquí habría pensado en iglesias «solo para blancos». Nadie en Brasil habría pensado en leyes contra el matrimonio interracial... El espíritu fraternal es más fuerte entre los brasileños que el prejuicio racial, el color, la clase o la religión. Es cierto que la igualdad no se alcanza desde el fin de la esclavitud... Había prejuicio racial entre los hacendados, había distancia social entre amos y esclavos, entre blancos y negros... Pero pocos brasileños ricos estaban tan preocupados por la pureza racial como la mayoría en el Viejo Sur».

## Influencia en el Hispanismo
En ambientes Hispanistas se ha desarrollado una corriente "ibero-tropicalista", con el fin de desarrollar una antropología del mestizaje en base a las semejanzas entre el modelo colonial portugués con el español para integrar a los pueblos nativos y haberse dado orgánicamente una transculturación que forjo una identidad sincrética de raíz ibérica e indiana. Este "ibero-tropicalismo" considera que el Iberismo no se debe entender como algo puramente europeo, si no como una identidad ibero-afro-americana en la que se integraron culturas de 3 grandes civilizaciones en una sola comunidad social transcontinental, evidenciándose en el intercambio cultural presente en comidas (alubias, cacao o patata), genes (Mestizaje), ropas, músicas (Reguetón), Terminologías, etc en un patrimonio común (además de corrientes migratorias mutuas). Este enfoque Sociológico haría que se entienda a España y Portugal como naciones que no son puramente europeas, si no también americanas y africanas; y análogamente con que Iberoamérica no sea puramente americano, si no que también europeo y africano, así como el África portugues y el África español no son puramente africanos, si no también europeos y americanos; y que todas estas regiones con una tradición común serían parte de la Civilización Ibérica y su carácter plural (expresado en la Hispanidad o la Lusofonía).

El iberotropicalismo no es una justificación idealista del colonialismo ibérico, sino que dota de base teórica a la extraordinaria capacidad civilizatoria negroafricana en situaciones de subordinación. Todavía hace falta desarrollar un iberotropicalismo africano autónomo para quitarse el estigma de la instrumentalización cínica del Estado Novo portugués y de la «democracia racial» brasileña. Iberotropicalismo es ciencia y literatura. Más literatura que ciencia, según su propio autor, puesto que es humanismo en estado puro. No en vano, Darcy Ribeiro, gran antropólogo iberotropical de izquierdas, decía que Freyre está a la altura de Cervantes. No por fantasioso, sino por describir la realidad sociológica con mejor exactitud que la ciencia.
Pablo González

## Otras lecturas
- Castelo, Cláudia, O Modo Português de estar no Mundo' O luso-tropicalismo ea ideologia colonial portuguesa (1933–1961) . Oporto: Edições Afrontamento, 1999.
- Cahen, Michel, "'Portugal está en el cielo': consideraciones conceptuales sobre comunidades, lusitanidad y lusofonía", en E.Morier-Genoud & M.Cahen (eds), Migraciones imperiales. Comunidades coloniales y diáspora en el mundo portugués, Londres: Palgrave, 2012
- Nery da Fonseca, Edson. Em Torno de Gilberto Freyre . Recife: Editora Massangana, 2007.
- Nery da Fonseca, Edson. Gilberto Freyre de A a Z – Referências essenciais à sua vida e obra . Río de Janeiro: Zé mario Editor, 2002.
- Vakil, Abdoolkarim, "'Mundo Pretuguês': Des/articulaciones diaspóricas coloniales y poscoloniales", en E.Morier-Genoud & M.Cahen (eds), Migraciones imperiales. Comunidades coloniales y diáspora en el mundo portugués, Londres: Palgrave, 2012
- Villon, Víctor. O Mundo Português que Gilberto Freyre Criou – seguido de Diálogos com Edson Nery da Fonseca . Río de Janeiro, Vermelho Marinho, 2010.

- Datos: Q826018